# Keisuke Iwashita
Keisuke Iwashita (岩下 敬輔, Iwashita Keisuke) est un footballeur japonais né le 24 septembre 1986. Il évolue au poste de défenseur central ou de milieu défensif.

## Biographie
Keisuke Iwashita commence sa carrière professionnelle au Shimizu S-Pulse. En août 2012, il rejoint les rangs du Gamba Osaka en prêt.

## Palmarès
- Finaliste de la Coupe de la Ligue japonaise en 2008 avec le Shimizu S-Pulse
- Finaliste de la Coupe du Japon en 2010 avec le Shimizu S-Pulse
- Championnat du Japon en 2014